# Bukowina Tatrzańska

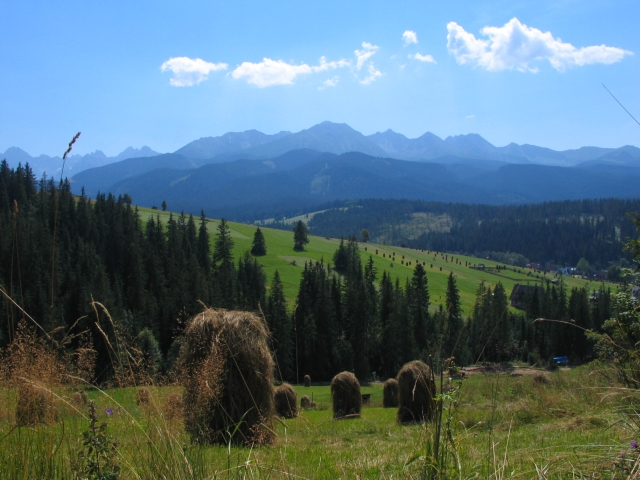
Vista hacia los Tatras.

Bukowina Tatrzańska es una localidad y sede de la comuna homónima en el voivodato de Pequeña Polonia, al sur de Polonia.
Tiene una población de 2700 personas. Se halla a unos 14 kilómetros al noroeste de Zakopane.
Bukowina Tatrzańska es un destino popular.

## Historia
La primera mención de este pueblo es del año 1630. En 1881 vivían en Bukowina Tatrzańska 1107 personas. De 1975 a 1998 el pueblo formó parte del voivonato de Nowy Sącz.